# سسک بیشه‌ای پاروشن
سسک بیشه‌ای پاروشن (نام علمی: Cettia pallidipes) نام یک گونه از سرده سسک بیشه است.